# سبحان اکرامی
سبحان اکرامی (زادهٔ ۲۶ فروردین ۱۳۶۰ در تهران)، صداپيشه، دبیر انجمن صنفی گویندگی و دوبلاژ تهران، خواننده، نویسنده و سردبیر رادیو،  مجری، گوینده ، مدیر دوبلاژ و بازیگر، است.

## زندگی نامه
سبحان اکرامی فرزند استاد اکبر اکرامی است. استاد اکبر اکرامی، بنیان گذار سبک شیتوریو شیتوکای ایران و یکی از اساتید برجسته کاراته ایران  است. 
متولد ۲۶ فروردین ۱۳۶۰ تهران است، واز دوره ی دبیرستان و پس از آن، دانشگاه، وارد فعالیت های هنری از جمله تئاتر ، موسیقی و دوبلاژ گشت . فعالیت در رسانه را از شبکه ی سه با برنامه ی "فنون شرقی" آغاز نمود. در سال ۲۰۰۳ قهرمان کاراته شده و از سال ۱۳۷۸ به عنوان کارشناس مسائل ورزشی مرتبط با فناوری با رادیو ورزش همکاری خود را آغاز کرده است.
از سال ۱۳۸۶، و پس از اجرای ویژه برنامه ی عید نوروز ،اولین برنامه ی رسمی در رادیو ورزش را با عنوان"روزشمار ورزش" شروع کرد که این برنامه هشت سال و نیم ادامه داشت . با اجرای بیش از ۱۱۰ برنامه در یک ماه در سال ۱۳۹۰، یعنی بیش از سه برنامه در روز رکورددار تعداد برنامه در رادیو ورزش می باشد . به عنوان خبرنگار ورزشی به مسابقات متعددی اعزام شده است. 
وی همچنین در حوزه آکادمیک و تدریس به همراه تعدادی از دوستانش، اواخر دهه ۸۰ رشته ای را تحت عنوان «گویندگی و دوبلاژ» بنیانگذاری کرده است که در مقطع کارشناسی در دانشگاه علمی کاربردی تدریس شود.

## حرفه

### خوانندگی
سبحان اکرامی گوینده رادیو ورزش که بیش از پانزده سال هر روز در این شبکه رادیویی به اجرای برنامه می‌پردازد در گفتگو با خبرنگار سایت «موسیقی ما»، درباره ی نخستین کنسرت خود و آغاز فعالیت‌های هنری‌اش در حوزه ی موسیقی توضیح داده است که به شدت علاقه‌مند به رادیو و دوبلاژ بوده و خوانندگی را هم دوست داشته است. در دبیرستان به درخواست دوستانش بعضی ترانه‌ها را می‌خوانده و آن‌ها بودند که وی را تشویق کرده‌اند  که این کار را ادامه بدهد. تا این که وارد فعالیت‌های مطبوعاتی نوشتاری و ورزشی گشت و در عرصه ی مطبوعاتی ورزشی و هنری مشغول به فعالیت شد. پس از آن با یک گروه سینما موسیقی آشنا شد. قبل از آن هم با استاد اصلانی و فرزندشان مسیح اصلانی کار موسیقی سنتی را شروع کرد که به وی پیشنهاد کرده بودند نوع صدایش برای قطعات سنتی مناسب نیست. پس به سمت موسیقی کلاسیک رفت و چندین استاد را تجربه کرد و استاد محمدرضا صادقی را انتخاب کرد. وی به موسیقی آکوستیک محور علاقه دارد.

### کتاب‌های صوتی
بیشتر فعالیت‌ها در زمینه کتاب‌های صوتی مربوط به حوزه روانشناسی، تاریخ، رمان، طنز، ورزش، موفقیت، مدیریت و آموزش است. 
موج کتاب، واو خوان، نشر چشمه، ایران صدا، نوین کتاب گویا و... از جمله موسسه‌هایی بوده‌اند که اکرامی با آن‌ها همکاری داشته است.

### فعالیت در رادیو
| نام برنامه        | شبکه       | سمت            | تهیه کننده                       |
| ----------------- | ---------- | -------------- | -------------------------------- |
| همیشه با ورزش     | شبکه ورزش  | مجری           | مسعود نجات و احمدرضا طاهری       |
| صبح و ورزش        | شبکه ورزش  | مجری           | احمدرضا طاهری و محسن افضلی       |
| نیمکت             | شبکه ورزش  | مجری           | سیدمرتضی سیدمحمدی و فتانه سوزنده |
| پنجره ای رو به شب | شبکه ورزش  | مجری           | احسان بهادر و مسعود نجات         |
| روزشمار ورزش      | شبکه ورزش  | گوینده         | احسان بهادر                      |
| مسابقه شبانه      | شبکه ورزش  | مجری           | وحید رحیمی و علی جهانی           |
| جهان ورزش         | شبکه ورزش  | مجری و کارشناس | احسان بهادر                      |
| شیفت نیمروزی      | رادیو پیام | گوینده         | احمدرضا طاهری                    |
| شیفت نیمروزی      | رادیو آوا  | گوینده         | مسعود نجات                       |

در حال حاضر دو برنامه ی پرشنونده ی رادیو، (صبح و ورزش) و (همیشه با ورزش) با اجرای او روی آنتن می‌رود.
سبحان اکرامی که در سال ۸۹ در بازی‌های آسیایی گوانگژو چین حضور داشته، امیدواراست تجربه ی آن بازی‌ها و رقابت‌های دیگری که تا به اکنون درآن حضور داشته به او کمک کند تا بیش از گذشته در خدمت مردم و جامعه ورزش باشد. گزارشگری وی در این مسابقات مورد تقدیر قرار گرفت. 
از حواشی فعالیت های اکرامی در رادیو این بود که در برنامه ی رادیو ورزش که به حوادث بازی تراکتور_استقلال اختصاص داشت، محمدحسین فرهنگی نماینده ی مجلس روی خط برنامه آمد و در سخنانی شنیع، به مادر مجری برنامه توهین کرد.

### فعالیت در تلویزیون
| نام برنامه            | شبکه            | سمت         | تهیه کننده                                               |
| --------------------- | --------------- | ----------- | -------------------------------------------------------- |
| تکواندو ایرانی        | شبکه ورزش       | مجری        | آرش فرهادیان                                             |
| ورزش و مردم           | شبکه یک         | گوینده      | پیمان یوسفی                                              |
| رادیو هفت             | شبکه آموزش      | گوینده      | منصور ضابطیان و محمد صوفی                                |
| رادیو شب              | شبکه شما        | مجری        | منصور ضابطیان و محمد صوفی                                |
| آوانتاژ               | شبکه ایران کالا | مجری        | دکتر سیروس معدندار                                       |
| رئالیتی‌شو بریم بسازیم | شبکه یک سیما    | مجری و راوی | کارگردان: مجید عزیزی، مصطفی آتش‌مرد- تهیه‌کننده احمد شفیعی |

باید بانوان مناطق محروم را دریابیم
سبحان اکرامی که گویندگی رئالیتی‌شوی «بریم‌بسازیم» را به‌عهده دارد از حضورش در این مجموعه و خاطراتش با مردم اقصی‌نقاط ایران صحبت کرده است.
من با دوستان سازنده برنامه رئالیتی‌شوی «بریم بسازیم» از گذشته و از برنامه «ضدگلوله» آشنایی هستم. در برنامه ضدگلوله نریشن برنامه بسیار جدی خوانده می‌شد تا خدای‌ناکرده به کسی برنخورد اما در همان برنامه هم از قسمت چهارم به بعد به این نتیجه رسیدیم که کمی فضای خشک را بشکنیم و در نریشن‌ها و نوشتار متن کمی نرم‌تر، دوستانه‌تر و خودمانی‌تر صحبت کنیم تا مخاطب با برنامه همراه شود.
‏

### فعالیت در عرصه ی گویندگی (دوبله)
| نام فیلم                         | بازیگر            | نقش               | مدیر دوبلاژ                 |
| -------------------------------- | ----------------- | ----------------- | --------------------------- |
| زن سیاه پوش                      | دنیل رادکلیف      | آرتور کیپس        | سبحان اکرامی                |
| لاکی                             | رون لیوینگسون     | وکیل              | سبحان اکرامی                |
| آخرین شاهد                       | آلکس پتی فر       | وکیل              | سبحان اکرامی                |
| خط شکنی                          | توفر گریس         | کشیش جیسون نوبل   | سبحان اکرامی                |
| بهترین های باگزبانی              | مل بلانش          | باگزبانی          | سبحان اکرامی                |
| شرک کریسمس                       | مایک مایرز        | شرک               | محمد گل آرا                 |
| شرک:روح لرد فارکواد              | مایک مایرز        | شرک               | محمد گل آرا                 |
| دشت باز                          | آبراهام بن روبی   | موز هریس          | نصرالله مدقالچی             |
| فیزا                             | سانجای ناروکار    | رهبر مسلمانان هند | رفعت هاشم پور               |
| دزدان دریایی                     | الو جیکوبس        | بوماکو            | تورج مهرزادیان              |
| کلاغ                             | دیوید. اچ استیونس | شاهد              | نصرالله مدقالچی             |
| سکوت بره ها                      | لارنس رنتز        | بازرس برو         | چنگیز جلیلوند               |
| پدر خوانده (دوبله سوم)           | آل پاچینو         | مایکل کورلئونه    | سبحان اکرامی                |
| سریال برکینگ بد                  | ریموند کروز       | توکو              | امیرهوشنگ زند               |
| سریال لیست سیاه (فصل ۱ و ۲)      | دیگو کلاتن هوف    | دانلد رسلر        | امیرهوشنگ زند               |
| سریال تئوری بیگ بنگ              | جیم پارسونز       | شلدن کوپر         | سبحان اکرامی و احمد کاظمیان |
| Prince of Persia: The Lost Crown |                   |                   | سبحان اکرامی                |

نصرالله مدقالچی در مورد وی گفته است: یک ‌بار هم یکی از دوستان خوبم به نام سبحان اکرامی که گوینده ی بخش ورزش رادیواست به من زنگ زد و گفت استاد چند دقیقه می‌شود روی خط رادیو بیایید و صحبت کنید؟ من قبول کردم چون ایشان باادب‌ترین هنرجویی است که تابه‌حال داشته‌ام و با پدرش هم دوست بودم. همین آقا الان می‌خواهد فیلم "پدرخوانده" را برای دل خودش دوبله کند و از من هم دعوت کرد به‌جای مارلون براندو حرف بزنم. من هم قبول کردم.
در واقع با توجه به اینکه بازی برگرفته از اساطیر ایرانی است، می‌خواستند با صداپیشههای ایرانی و به شکل حرفه‌ای کار را انجام بدهند. هرچند شاید به نظرم ابتدا مردد بودند. حتی ما این احتمال را می‌دادیم، بعد از اینکه دوبله را تحویل‌شان بدهیم، اصلاً از آن‌ها استفاده نکنند. اما آن‌طور که شنیده‌ام از گیمرهای معروف دعوت کرده و وقتی دیده بودند اضافه کردن دوبله فارسی چقدر باعث هیجان‌شان شده، مصمم شده بودند تا از زبان فارسی هم در بازی بهره بگیرند. به این ترتیب شد که دوبله فارسی را پذیرفتند و کار به جایی رسید که حتی به تمامی مشتریان‌شان پیشنهاد دادند که این بازی را به زبان فارسی بازی کنند. حتما می‌دانید که پیش‌فرض بازی فارسی ‌است. این اتفاقی تاریخی در صنعت گیم است.

### بازیگری
| نام فیلم                                 | شبکه       | بازیگر، راوی و مشاور | کارگردان   |
| ---------------------------------------- | ---------- | -------------------- | ---------- |
| امپراطوری یک صدا (پرتره نصرالله مدقالچی) | شبکه مستند | سبحان اکرامی         | حسین رحمتی |
| صعود بهمن (پرتره بهمن عسگری)             | شبکه مستند | سبحان اکرامی         | حسین رحمتی |
| طلازاده (پرتره سجاد گنج زاده)            | شبکه مستند | سبحان اکرامی         | حسین رحمتی |
| تا پروانگی (پرتره حمیده عباسعلی)         | شبکه مستند | سبحان اکرامی         | حسین رحمتی |
| دختر باران (پرتره سارا بهمن یار)         | شبکه مستند | سبحان اکرامی         | حسین رحمتی |

به گزارش خبرگزاری مهر و به نقل از روابط عمومی فدراسیون کاراته، «صعود بهمن» عنوان مستندی از مجموعه مستندهای ورزشی با موضوع زندگی بهمن عسگری قهرمان کاراته جهان است. پس از ۶ ماه پیش‌تولید از تابستان ۹۹ مستند صعود بهمن به کارگردانی حسین رحمتی در لوکیشن هایی چون قزوین، تهران و البرز با حمایت و مشارکت هیأت کاراته استان قزوین و اداره کل ورزش و جوانان این استان جلوی دوربین محمد دانایی و مهدی برادران رفت. «صعود بهمن» به بررسی زندگی بهمن عسگری یکی از قهرمانان ایران در آستانه المپیک می‌پردازد. زمان این مستند ۷۰ دقیقه است و بسیاری از بزرگان کاراته کشور در آن حضور دارند. روایت «صعود بهمن» را سبحان اکرامی از گویندگان رادیو و تلویزیون و از مربیان کاراته برعهده دارد.‏
فیلم مستند تا پروانگی ، که به زندگی قهرمان کاراته ، حمیده عباسعلی پرداخته است در مرحله اکران قرار گرفت. به گزارش روابط عمومی فدراسیون کاراته، پس از ۶ ماه پیش‌ تولید از مهر ۹۹ مستند ” تا پروانگی ” به کارگردانی حسین رحمتی در لوکیشنهایی چون کشور آلمان ، تهران و چند استان دیگر با حمایت و مشارکت هیات کاراته استان تهران و اداره کل ورزش و جوانان این استان جلوی دوربین محمد دانایی و مهدی برادران رفت. این مستند به سبب شیوع کرونا با رعایت کامل شیوه‌نامه‌های بهداشتی و با اخذ مجوزهای ویژه به سرانجام رسید. ” تا پروانگی ” به بررسی زندگی حمیده عباسعلی یکی از قهرمانان ایران در آستانه المپیک می‌پردازد. زمان این مستند ۷۰ دقیقه است و بسیاری از بزرگان کاراته کشور درآن حضور دارند. روایت ” تا پروانگی ” را سبحان اکرامی از گویندگان رادیو و تلویزیون و از مربیان کاراته برعهده دارد.‏

## جوایز
سبحان اکرامی در سال ۱۳۹۲ به انتخاب مردم بهترین گوینده رادیو لقب گرفت و پیشتر در سال ۱۳۸۹ در جشنواره بین‌المللی رادیو گوینده منتخب بخش مسابقه شد و در سه بخش دیگر هم کاندیدای بهترین اجرا بود. 
در سال ۱۳۸۹ در مراسم تقدیر از برگزیدگان ورزشی یازدهمین جشنواره بین‌المللی رادیو، برنامه سازان و کارشناسان جام جهانی ۲۰۱۰ آفریقای جنوبی، با حضور محمدحسین صوفی معاون صدای سازمان صداوسیما، مجید ندیری مدیر رادیو ورزش، مهدی تاج نایب رئیس فدراسیون فوتبال و برخی از کارشناسان و برنامه سازان ورزشی کشور از سبحان اکرامی تجلیل شد. در سال ۱۳۹۸ لوح تقدیر و جایزه دوم گوینده مرد را برای برنامه «صبح ورزش» از رادیو ورزش از آن خود کرد. در آزمون هماهنگ سنجش کلیه ی گویندگان رادیو در خوانش متون کهن نفر دوم شد و تاکنون به مناسبت های مختلف در جشنواره های داخلی رادیو مانند جشنواره های نوروزی (با انتخاب مردمی)، ماه رمضان و مانند آن، لوح سپاس بهترین اجرا را چندین بار دریافت کرده است. سبحان اکرامی در آستانه چهل سالگی تجربه های مختلفی در حوزه های متنوع ورزشی، هنری و دانشگاهی داشته و پس از کسب افتخارات متعدد، در آخرین بررسی های اداره کل نظارت سازمان صدا و سیما به عنوان برترین مجری مرد شبکه رادیویی ورزش انتخاب شده است.